# Kavaklar
Kavaklar (türkisch für Espen) ist ein Dorf im Landkreis Baklan der türkischen Provinz Denizli. Kavaklar liegt etwa 75 km nordöstlich der Provinzhauptstadt Denizli und 20 km nordwestlich von Baklan. Kavaklar hatte laut der letzten Volkszählung 363 Einwohner (Stand Ende Dezember 2010).